# قانون صيني
القانون الصيني هو أحد أقدم التقاليد القانونية في العالم. ويستند جوهر القانون الصيني الحديث إلى القانون المدني على النمط الجرماني والقانون الاشتراكي والنهج الصينية التقليدية. وعلى مدار معظم تاريخ الصين، استند نظامها القانوني على الفلسفة الكونفوشيوسية للضبط الاجتماعي من خلال التربية الأخلاقية، بالإضافة إلى التركيز القانوني على القانون المدون والعقوبات الجنائية. في أعقاب ثورة شينهاي، اعتمدت جمهورية الصين مدونة قانونية على النمط الغربي إلى حد كبير في تقاليد القانون المدني (على وجه التحديد على أساس ألماني وسويسري). وقد جلب تأسيس جمهورية الصين الشعبية في عام 1949 نظاماً أكثر تأثراً بالقانون الاشتراكي السوفيتي. ومع ذلك، احتفظت التقاليد السابقة من التاريخ الصيني بنفوذها.

## التقاليد القانونية الصينية
كانت كلمة القانون في اللغة الصينية الكلاسيكية هي fǎ (法). ويدل الحرف الصيني لكلمة fǎ على معنى ”عادل“ و”مستقيم“ و”عادل“، وهو مشتق من جذر الماء (氵). كما أنها تحمل أيضًا معنى ”المعيار والقياس والنموذج". يرى ديرك بود وكلارنس موريس أن مفهوم fǎ له علاقة بـ yì (義: ”الصواب الاجتماعي“). حذّر يان فو في ترجمته الصينية لكتاب مونتسكيو روح القوانين لمونتسكيو الذي نُشر في عام 1913، قرّاءه من الفرق بين fǎ الصيني والقانون الغربي: ”كلمة ”قانون“ في اللغات الغربية لها أربعة تفسيرات مختلفة في اللغة الصينية كما في lắc (κ忟ل: ”النظام“)، و lắc (禮: ”الطقوس“ و”اللياقة“)، و fǎ (法: ”القوانين البشرية“) و zhì (制: ”السيطرة“).
كان المصطلح الذي سبق مصطلح fǎ هو xíng (刑)، والذي ربما كان يشير في الأصل إلى قطع الرأس. تطور مصطلح شينغ فيما بعد ليصبح مصطلحًا عامًا للقوانين المتعلقة بالعقوبات الجنائية. سجل التاريخ المبكر لشانغ شو أقدم أشكال ”العقوبات الخمس“: الوشم والتشويه والإخصاء والتشويه والبتر والموت. وبمجرد ظهور القانون المكتوب، تم توسيع معنى xíng ليشمل ليس فقط العقوبات ولكن أيضًا أي محظورات الدولة التي يؤدي انتهاكها إلى عقوبات. في العصر الحديث، تشير كلمة xíng إلى قانون العقوبات أو القانون الجنائي. مثال على الاستخدام الكلاسيكي لكلمة xíng هو Xíng Bù (刑部، مضاءة ”إدارة العقاب“) للدائرة القانونية أو دائرة العدل في الصين الإمبراطورية.
لقد أثرت المدرستان الفلسفيتان الصينيتان الرئيسيتان اللتان نناقشهما أدناه، الكونفوشيوسية والقانونية، تأثيرًا قويًا على فكرة القانون في الصين. بإيجاز، في ظل الكونفوشيوسية، يجب على الدولة في ظل الكونفوشيوسية أن تقود الشعب بالفضيلة وبالتالي تخلق شعورًا بالخجل الذي سيمنع السلوك السيئ. أما في ظل القانونية، فالقانون هو إصدار معايير علنية للسلوك مدعومة بإكراه الدولة. والتوتر بين هذين النظامين هو أن الكونفوشيوسية تعتمد على التقاليد التي تجعل من القائد رب الأسرة في الصين كلها، بينما تضع القانونية قانونًا معياريًا يجب أن يلتزم به حتى الإمبراطور. والعامل المشترك بينهما هو أن كلاهما يؤيد بدرجات مختلفة مفهومًا أبويًا للدولة التي تعرف أفضل من مواطنيها وتضع القوانين لحمايتهم. استمر هذا المفهوم طوال العصر الإمبراطوري وحتى العصر الجمهوري، ولا يزال هذا المفهوم قائمًا حتى اليوم.
وخلافًا للعديد من الحضارات الكبرى الأخرى حيث كان القانون المكتوب يحظى بالتبجيل وغالبًا ما كان يُنسب إلى أصل إلهي، كان يُنظر إلى القانون في الصين في بداياتها الأولى من منظور علماني بحت، وقد قوبل ظهوره في البداية بعداء من قبل المفكرين الكونفوشيوسيين باعتباره مؤشرًا على انحطاط أخلاقي خطير، وانتهاكًا للأخلاق الإنسانية، بل واضطرابًا في النظام الكوني الكلي. من الناحية التاريخية، كان وعي الناس وقبولهم للمعايير الأخلاقية يتشكل تاريخيًا من خلال التأثير السائد للعرف والاستخدامات الخاصة بالملكية وغرس المبادئ الأخلاقية أكثر بكثير من أي نظام قانوني تم سنه رسميًا. ومع ذلك، فقد تبنى الأباطرة الأوائل المثل الأعلى القانوني كوسيلة لممارسة السيطرة على أراضيهم الكبيرة والمتنامية وسكانهم. وقد اندمجت هذه العملية مع المعتقدات الصينية التقليدية في النظام الكوني، معتبرين أن السلوك الصحيح هو السلوك المتوافق مع الاستجابات المناسبة التي حددها فا. ينص شينغ على التكاليف المحتملة التي يتكبدها الفرد عند تجاوزها ويفرض عقوبات على هذه الأفعال. :6
اتسمت الفترة الإمبراطورية بشكل رئيسي بمفهوم القانون كوسيلة لممارسة السيطرة على المواطنين. وفي أواخر عهد أسرة تشينغ الحاكمة، بُذلت جهود لإصلاح المدونات القانونية بشكل رئيسي عن طريق استيراد المدونات الألمانية مع تعديلات طفيفة. استمرت هذه الجهود وتضخمت في الفترة الجمهورية مما أدى إلى الدستور المؤقت لعام 1912 الذي تضمن فكرة المساواة في ظل القانون وحقوق المرأة وحقوق أوسع للمواطنين تجاه الحكومة. تراجعت بداية الفترة الشيوعية في البداية عن تطوير الحقوق الفردية مع عودة المفهوم الأساسي للقانون إلى كونه أداة من أدوات الدولة. وبعد أن دمرت الثورة الثقافية صفوف المثقفين والقانونيين، استغرق الأمر حتى عام 1982 حتى عادت فكرة الحقوق الفردية للظهور مرة أخرى كتأثير كبير على القانون الصيني.
ينص الدستور الحالي، الذي وضع في عام 1982، في المادة الخامسة منه على أنه لا توجد منظمة أو فرد فوق القانون، وفي المادة الثالثة يجعل مجالس الشعب وإدارة الدولة مسؤولة أمام الشعب، مما يمهد الطريق لجهود لاحقة للسماح بإنفاذ الحقوق الفردية. وقد أدى إقرار قانون التقاضي الإداري لعام 1987 إلى إتاحة سبل الانتصاف القانوني للأفراد من الإجراءات الحكومية التعسفية، وهو سبيل لم يكن متاحًا في السابق. وعلى الرغم من القاعدة المتجذرة ضد الإجراءات القانونية، إلا أن التقاضي في المحاكم الصينية قد ازداد بشكل كبير، خاصة في السنوات الأخيرة. إن الضعف المستمر للمحاكم الناجم عن اعتمادها على الحكومة المحلية في الدعم المالي والإنفاذ يقوض فعالية سبل الانتصاف هذه، لكن هذا الأمر بدأ يتغير أيضًا مع مبادرات الصين لزيادة التدريب القانوني والمهنية في القضاء.
أحد سبل الاستئناف الفردي من الإجراءات الحكومية التي لا تزال مهمة هو عادة xìnfǎng 信访 (أو shàngfǎng 上访) أو الالتماسات التي يقدمها المواطنون إلى الأفراد المسؤولين من أجل التغيير. ويعكس استمرار الاستخدام الواسع النطاق لـ xìnfǎng حقيقة أن العديد من المسؤولين لا يزالون قادرين على تجنب العقوبات القانونية والتهرب الأساسي من النظام القانوني، فضلاً عن القدرة الشخصية للمسؤولين على التدخل الشخصي لتغيير النتائج غير العادلة. ومؤخرًا تم إضفاء الطابع المؤسسي إلى حد ما على نظام xìnfǎng مع تكليف الحكومة المركزية بأن ينشئ كل مستوى من مستويات الإدارة مكتبًا للـ xìnfǎng للتعامل مع الالتماسات ورفعها إلى المستويات العليا. ومن الواضح أن هذا الحل عن طريق ممارسة السلطة الشخصية يتعارض مع فكرة سيادة القانون، والأسوأ من ذلك أن بعض العلماء أشاروا إلى أن xìnfǎng يعمل اليوم كنظام لجمع المعلومات للحكومة أكثر من كونه آلية مراجعة فعالة.

### الكونفوشيوسية والقانونية
الكونفوشيوسية والقانونية هما نظريتان أو فلسفتان قانونيتان كلاسيكيتان رئيسيتان من النظريات أو الفلسفات القانونية الكلاسيكية التي تطورت خلال فترة الربيع والخريف وفترة الممالك المتحاربة، وهي الفترة التي شهدت أكثر انتشار للأفكار والفلسفات الجديدة في التاريخ الصيني. بينما تدعو كلتا النظريتين إلى التسلسل الهرمي الحكومي، إلا أنهما تختلفان اختلافًا جذريًا في وجهات نظرهما حول الإمكانات البشرية والوسائل المفضلة لتحقيق النظام السياسي. ومع ذلك، أثرت كلتا النظريتين ولا تزالان تؤثران على تطور المعايير الثقافية والاجتماعية والقانونية في الصين.

#### الكونفوشيوسية
إن الفرضية الأساسية للكونفوشيوسية هي فكرة أن البشر صالحون في الأساس. ومن خلال هذه النظرة المتفائلة حول الإمكانات البشرية، يدعو كونفوشيوس إلى الحكم من خلال لي - العادات والأعراف والأعراف والأعراف التقليدية - التي تسمح للناس بأن يكون لديهم شعور بالخجل وأن يصبحوا أشخاصًا إنسانيين ذوي شخصية جيدة، بدلاً من اللوائح الحكومية وقانون العقوبات. والفكرة هي أن الناس سوف يستوعبون المعايير المقبولة ويتخذون فقط الإجراءات المناسبة. وهذا لن يؤدي فقط إلى نظام اجتماعي متناغم، بل سيوفر أيضًا فائدة إضافية تتمثل في تحسين الشخصية الداخلية للفرد والجودة العامة للمجتمع. وعلى النقيض من ذلك، تتطلب القوانين المقننة الامتثال الخارجي، وقد يلتزم الناس بالقوانين دون فهم كامل لسبب الامتثال. وعلى هذا النحو، فإن النظام الاجتماعي الذي يتحقق من خلال القوانين الرسمية لا يأتي بفائدة إضافية تتمثل في تحسين المواطنة. ومع ذلك، حتى كونفوشيوس لم يدعُ إلى إلغاء القوانين الرسمية. وبدلاً من ذلك، وفقًا للكونفوشيوسية، يجب النظر إلى القانون كأداة فرعية تستخدم في المقام الأول ضد المخطئين المصممين الذين لا يمكن أن يتأثروا بالتعليمات الأخلاقية.: 39 
وبما أن كونفوشيوس يرفض الاستخدام العام للقوانين الرسمية لتحقيق النظام الاجتماعي، فإن ما يكمن في نظرية كونفوشيوس هو المشاركة الإرادية من قبل مواطني المجتمع للبحث عن حلول تعاونية مقبولة بشكل عام. وبالإضافة إلى المشاركة الإرادية للمواطنين، يجب أن تكون هناك أيضًا أسس أو قواعد يمكن على أساسها التوصل إلى حلول مقبولة بشكل عام - وهو المفهوم المعروف باسم ”لي“. ويُفهم مفهوم ”لي“ عادةً على أنه مجموعة من المعايير ذات القيمة الثقافية والاجتماعية التي توفر التوجيه للسلوكيات السليمة التي ستؤدي في النهاية إلى مجتمع متناغم. هذه المعايير ليست ثابتة أو غير قابلة للتغيير بمرور الوقت، بل هي انعكاس لما هو مقبول في وقت معين في سياق معين. عندما تنشأ النزاعات، يجب تطبيقها وتفسيرها للخروج بنتيجة عادلة واستعادة الانسجام في المجتمع. ومع ذلك، وفي غياب أي ضمانات إجرائية توفرها القوانين المدونة، فإن تفسير القانون يكون عرضة لإساءة الاستخدام.
وإذ يدرك كونفوشيوس أن الناس في مجتمع ما لديهم مصالح متنوعة، فإنه يكلف الحاكم بمسؤولية توحيد هذه المصالح والحفاظ على النظام الاجتماعي. ولا يتم ذلك من خلال الديكتاتورية بل من خلال تقديم القدوة. لذلك، لا يحتاج الحاكم إلى إجبار شعبه على التصرف بشكل صحيح. وبدلاً من ذلك، يحتاج الحاكم فقط إلى أن يجعل نفسه محترمًا، وسيستحث الناس ويستنيرون بفضائله السامية على الاقتداء به - وهو المثل الأعلى المعروف باسم ”وويي“. ومع ذلك، يجب على الحاكم أن يكون على دراية وفهم لـ ”لي“ ليتمكن من إيجاد حلول للصراعات والمشاكل التي يواجهها المجتمع. وبما أن الناس يجب أن يتبعوا المعايير الأخلاقية والقدوة التي يضعها الحاكم، فإن نوعية الحاكم تحدد إلى حد كبير نوعية النظام السياسي.
وعلى الرغم من أن الخطاب في الكونفوشيوسية كان يعتبر القانون وسيلة رقابة أدنى من الأخلاق والطقوس، إلا أن القانون في الصين الكونفوشيوسية كان في الممارسة العملية جزائيًا في الغالب الأعم.: 39 

#### القانونية
وعلى النقيض من نظرية كونفوشيوس القائمة على اللي، تدعو القانونية إلى استخدام القوانين المدونة والعقوبات القاسية لتحقيق النظام الاجتماعي. ويرجع ذلك إلى اعتقاد القانونيين بأن جميع البشر يولدون أشرارًا ويهتمون بأنفسهم. لذلك، إذا تم تَرك الناس دون رادع، فإنهم سينخرطون في سلوك أناني سيؤدي بلا شك إلى اضطرابات اجتماعية. ولعلاج هذا العيب وإجبار الناس على التصرف بشكل أخلاقي، فإن الطريقة الوحيدة، كما يعتقد القانونيون، هي إصدار قوانين مكتوبة بوضوح وفرض عقوبات قاسية.
وإدراكًا منهم أن قدرات الحكام غالبًا ما تكون محدودة، وأن الاعتماد على قدرة الحاكم وحكمه غالبًا ما يؤدي إلى نتائج عكسية، صمم القانونيون نظامًا تدير فيه الدولة وليس الحاكم القانون. وهذا يضمن تطبيق القوانين بنزاهة دون تدخل التحيز الشخصي للحاكم أو المسؤولين عن تطبيق القوانين. كما أنه يجعل من غير المهم ما إذا كان الحاكم يتمتع بقدرات فائقة. هذا اللاعمل الذي يروج له القانونيون هو فهمهم لمفهوم الويوي الذي يختلف عن فهم الكونفوشيوسيين لنفس المفهوم.
وبغض النظر عن هذا الفهم، فإن الحاكم، كما هو الحال في الكونفوشيوسية، لديه السلطة المطلقة لتقرير ما يجب أن يكون عليه القانون. لذلك فإن القانونية، مثل الكونفوشيوسية، عرضة لإساءة الاستخدام أيضًا. في الواقع، طبّق إمبراطور تشين قوانين صارمة وعقوبات قاسية للغاية دون مراعاة الظروف المخففة حتى بالنسبة للجرائم التافهة. على سبيل المثال، كانت الكتب تُحرق والأشخاص الذين يحملون مُثلاً مختلفة يُدفنون أحياءً. وفي حين أن إمبراطور تشين نجح في غرس الخوف واحترام القانون في عقول شعبه، إلا أن قسوة القانون أدت إلى زواله السريع بعد 14 عامًا فقط من حكمه للصين.
اعترفت سلالة هان رسمياً بأربعة مصادر للقانون: لو (律: ”القوانين المدونة“) ولينغ (令: ”أمر الإمبراطور“) وكي (科: ”القوانين الموروثة من السلالات السابقة“) وبي (比: ”السوابق“)، ومن بينها لينغ (比: ”السوابق“)، ومن بينها لينغ التي تتمتع بأعلى قوة ملزمة على الثلاثة الأخرى. لم يكن معظم المتخصصين القانونيين من المحامين، بل كانوا من المتخصصين في الفلسفة والأدب. ولعبت طبقة النبلاء الكونفوشيوسيون المحليون المدربون تدريبًا تقليديًا دورًا حاسمًا كمحكمين وتولوا جميع النزاعات المحلية الأكثر خطورة.
وفي نهاية المطاف، حدث في النهاية إدماج أساسيات القانون الكونفوشيوسي في المدونات القانونية مع سيطرة هذا المفهوم الكونفوشيوسي على القانون الصيني القديم. ويخلص تشو إلى أنّ العملية التدريجية لإضفاء الطابع الكونفوشيوسي على القانون كانت أهمّ تطوّر في النظام القانوني الصيني قبل التحديث في القرن العشرين. لم يكن الخط الفاصل بين الحكم بالتأثير الأخلاقي والحكم بالعقاب محدّدًا دائمًا بوضوح. على سبيل المثال، كان من الممكن فرض الـ li بالتأثير المعنوي والوسائل القانونية. وقد اعتمد تحوّل الـ li إلى قانون على قبول المجتمع له على نطاق واسع وغير متفاوت.
ورغم أن تدوين القانون قد اكتمل إلى حدٍّ كبير في مدونة تانغ عام 624 ميلادي، إلا أنه على مر القرون تم الاحتفاظ بالأسس الكونفوشيوسية لمدونة تانغ، بل إن بعض جوانبها قد تعززت في السلالات اللاحقة. غطت مدونة مينغ الكبرى، التي كانت نموذجًا لمدونة تشينغ، كل جزء من الحياة الاجتماعية والسياسية، وخاصة الأسرة والطقوس، ولكن أيضًا العلاقات الخارجية وحتى علاقات الحياة الدنيوية بالكون. 
إن الفكرة الكونفوشيوسية القائلة بأن الأخلاق والانضباط الذاتي كانت أكثر أهمية من المدونات القانونية جعلت العديد من المؤرخين، مثل ماكس فيبر، حتى منتصف القرن العشرين يستنتجون أن القانون لم يكن جزءًا مهمًا من المجتمع الصيني الإمبراطوري. ومع ذلك، فقد تعرضت هذه الفكرة لانتقادات شديدة ولم تعد هي الحكمة التقليدية بين علماء الصين الذين خلصوا إلى أن الصين الإمبراطورية كان لديها نظام متقن للقانون الجنائي والمدني على حد سواء، والذي كان يضاهي أي شيء موجود في أوروبا.
خلال عهد أسرة تشينغ، كانت العدالة الجنائية تستند إلى قانون تشينغ القانوني العظيم المفصل للغاية. ويتمثل أحد عناصر نظام العدالة الجنائية الصيني التقليدي في فكرة أن القانون الجنائي له غرض أخلاقي، أحد عناصره حمل المدان على التوبة ورؤية خطأ طرقه. في النظام القانوني الصيني التقليدي، لا يمكن إدانة شخص ما بجريمة ما لم يعترف. وقد أدى ذلك في كثير من الأحيان إلى استخدام التعذيب من أجل انتزاع الاعتراف اللازم. ولا تزال هذه العناصر تؤثر على وجهات النظر الصينية الحديثة تجاه القانون. كان يتم الإبلاغ عن جميع الجرائم التي يعاقب عليها بالإعدام إلى العاصمة وتتطلب موافقة الإمبراطور شخصيًا.
لم يكن هناك قانون مدني منفصل عن القانون الجنائي، مما أدى إلى الاعتقاد الذي فقد مصداقيته الآن بأن القانون الصيني التقليدي لم يكن له قانون مدني. وقد أظهرت دراسات أحدث أن معظم العمل القانوني للقضاة كان في المنازعات المدنية، وأنه كان هناك نظام مفصل للقانون المدني الذي استخدم القانون الجنائي في تحديد الأضرار.

## التحديث
وتحت ضغط القوى الأوروبية والتفاعلات التجارية المتزايدة، زاد تأثير الأنظمة القانونية الأوروبية.: 118 انتهت حرب الأفيون الأولى بمعاهدة نانجينغ عام 1842 بين الصين والمملكة المتحدة.: 118أول المعاهدات غير المتكافئة، تطلبت إنشاء خمسة موانئ معاهدة في المدن الصينية.: 118 أدخلت معاهدة بوغ الولاية القضائية خارج الحدود الإقليمية لصالح المملكة المتحدة، والتي بموجبها يتمتع مواطنو المملكة المتحدة بالحصانة من الملاحقة القضائية في المحاكم الصينية وبدلاً من ذلك يتم تطبيق قانون المملكة المتحدة فقط..: 118 حصلت الولايات المتحدة على امتيازات مماثلة بموجب معاهدة وانغيا لعام 1844، كما فعلت فرنسا بموجب معاهدة وامبوا لعام 1844.: 118أدت الامتيازات، حيث لا ينطبق القانون الأجنبي على الأجانب فحسب، بل على الصينيين أيضًا، إلى تسريع تأثير المفاهيم القانونية غير الصينية.: 118 
في أوائل القرن العشرين، أعدت لجنة إعادة التدوين الإمبراطورية التابعة لسلالة تشينغ قانونًا مدنيًا مقترحًا تأثر بشكل كبير بالنظامين القانونيين الألماني والياباني.: 119قاد الفقيه شين جيابين والحاكم تشانغ تسي تونغ جهود الإصلاح القانوني في أواخر عهد تشينغ.: 122 هُزمت أسرة تشينغ قبل اعتماد القانون ورفضت جمهورية الصين القانون المقترح، وبدلاً من ذلك طورت قانونها الخاص.: 119 
لقد تغيرت المواقف تجاه النظام القانوني الصيني التقليدي بشكل ملحوظ في أواخر القرن العشرين. اعتبر معظم الصينيين والغربيين في أوائل القرن العشرين النظام القانوني الصيني التقليدي متخلفًا وهمجيًا. ومع ذلك، فإن البحث المكثف في النظام القانوني التقليدي الصيني أدى إلى أن تصبح المواقف أصبحت أكثر إيجابية في أواخر القرن العشرين وأوائل القرن الحادي والعشرين. كان الباحثون في أوائل ومنتصف القرن العشرين يميلون إلى مقارنة النظام القانوني الصيني التقليدي بالأنظمة المعاصرة آنذاك، حيث وجدوا النظام الصيني متخلفا. ومع ذلك، قارنت الأبحاث الحديثة النظام القانوني الصيني في القرن الثامن عشر بالأنظمة الأوروبية في القرن الثامن عشر، مما أدى إلى رؤية أكثر إيجابية بكثير للقانون الصيني التقليدي.
تم تغيير اسم "وزارة العقوبات" إلى "فا بو" (法部 وتعني: "وزارة القانون") خلال الإصلاحات القانونية في أوائل القرن العشرين.

### جمهورية الصين
تجاهلت جمهورية الصين القانون المقترح الذي تمت صياغته في نهاية إمبراطورية تشينغ وأعدت قانونها المدني الخاص الذي اعتمدته في عام 1929.: 119وقد تأثرت بشكل كبير بالقانون المدني الألماني: 119 
القانون في جمهورية الصين (تايوان) هو في الأساس نظام قانون مدني. تم تدوين الهيكل القانوني في القوانين الستة: الدستور، والقانون المدني، وقانون الإجراءات المدنية، والقانون الجنائي، وقانون الإجراءات الجنائية، والقوانين الإدارية.

### جمهورية الصين الشعبية

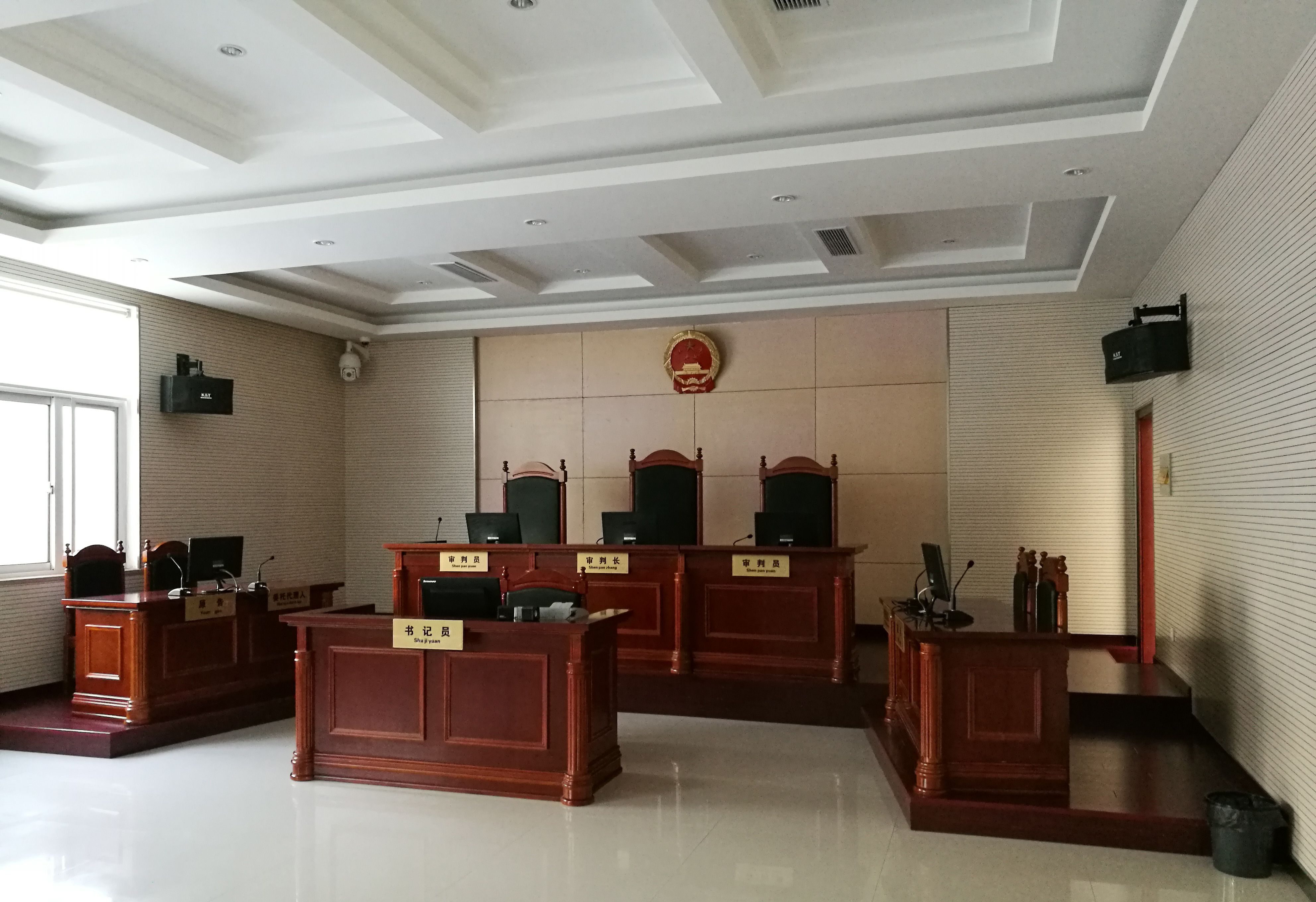
قاعة المحكمة في جمهورية الصين الشعبية

على عكس القانون الصيني التقليدي، يعتمد القانون الصيني الحديث بشكل أساسي على القانون التشريعي وليس لأحكام المحاكم قيمة سابقة ملزمة. (ص.119)
على مدى القرن الماضي، كان للصين عدة دساتير . جرت المحاولات الأولى لتطبيق الدستور في الصين خلال العقد الأخير (1902–1912) من عهد أسرة تشينغ. وفي وقت لاحق، أصدرت الحكومات المختلفة دساتير مختلفة بين ذلك الوقت وتأسيس جمهورية الصين الشعبية في عام 1949. كان لجمهورية الصين الشعبية دستور مؤقت منذ إنشائها حتى صدور دستورها الأول في عام 1954. استند هذا الدستور الأولي إلى دستور الاتحاد السوفيتي. لكن سرعان ما تم تجاهله، وأصبح بلا قوة قانونية. وعلى الرغم من أنه نص على انتخاب المجلس الشعبي الوطني (NPC) كل أربع سنوات باعتباره أعلى سلطة في الولاية، إلا أنه لم يتم الالتزام بهذه المبادئ التوجيهية. دخل الدستور الثاني لجمهورية الصين الشعبية، والذي تم تصميمه على غرار أيديولوجية الثورة الثقافية، حيز التنفيذ في عام 1975. أخضع هذا الدستور المجلس الوطني لنواب الشعب الصيني للحزب الشيوعي الصيني وأزال الحماية الدستورية السابقة مثل المساواة بموجب القانون وحقوق خلافة الملكية الخاصة. كما تم تجاهله على الفور من خلال انتهاك أحكامه وعدم الالتزام بالمبادئ التوجيهية المتعلقة بالمجلس الوطني لنواب الشعب الصيني. تم اعتماد الدستور الثالث لجمهورية الصين الشعبية في عام 1978. ورغم أن هذه النسخة ابتعدت عن أيديولوجيات الثورة الثقافية، إلا أنها احتفظت ببعض بقاياها. كما احتفظت بسيطرة الحزب الشيوعي الصيني على هيكل الدولة. ومع ذلك، وصل الإصلاحيون في وقت لاحق إلى سدة الحكم، مما أدى إلى انهيار هذا الدستور مع تحول التركيز إلى البناء الاقتصادي والتحديث.
مع بداية إصلاحات دنغ شياو بينغ (حوالي عام 1979)، بدأت فكرة إعادة بناء نظام قانوني لتقييد إساءة استخدام السلطة الرسمية وتطوير "سيادة القانون" لتحل محل حكم الدكتاتورية تكتسب زخماً. تم إقرار قوانين جديدة وسعى المستثمرون الأجانب إلى تحسين حقوق الملكية التي لم تكن سمة من سمات الحكومة الماوية ولكن كان هناك صراع داخلي في الصين حول مدى دمج القواعد القانونية الأجنبية في النظام القانوني الصيني. سعى الإصلاحيون الصينيون إلى إنشاء هيئة تحكيم خاصة، مستقلة عن النظام القانوني المحلي، تسمى لجنة التجارة الاقتصادية الدولية والتحكيم الصينية (CIETAC). في عام 1982 قال بنغ تشن "من الضروري الاستفادة من الخبرات المفيدة – القديمة أو الحديثة، الصينية أو الأجنبية – في دراسة علم القانون..."نحن ندرسها من أجل جعل الماضي يخدم الحاضر والأشياء الأجنبية تخدم الصين". ولا يزال آخرون كانوا أكثر دعما للإصلاحات مثل تشياو شي يحثون على الحذر من "مجرد النسخ الأعمى"، وقال دنغ شياو بينغ نفسه "يجب أن ننتبه إلى دراسة واستيعاب التجارب الأجنبية...ومع ذلك، لن ننجح أبدًا إذا قمنا بنسخ تجارب ونماذج البلدان الأخرى ميكانيكيًا.
يعكس الدستور الحالي لجمهورية الصين الشعبية، الذي صدر عام 1982، نموذج الدستور الأول لجمهورية الصين الشعبية. ينص الدستور على القيادة من خلال الطبقة العاملة، بقيادة الحزب الشيوعي الصيني بدوره. وينص الدستور على أن المجلس الوطني لنواب الشعب الصيني هو الجهاز الأعلى لسلطة الدولة على هيكل مجالس نواب الشعب الأخرى على مختلف المستويات. يتمتع المجلس الوطني لنواب الشعب الصيني بسلطة:
- تعديل الدستور بأغلبية الثلثين
- إصدار التشريعات
- انتخاب وإزالة كبار المسؤولين
- تحديد الميزانية
- السيطرة على التخطيط الاقتصادي والتنموي الاجتماعي

ويضم المجلس الوطني لنواب الشعب الصيني أيضًا لجنة دائمة تعمل بنفس الطريقة التي يعمل بها المجلس الوطني لنواب الشعب الصيني عندما لا يكون المجلس الوطني لنواب الشعب الصيني منعقدًا. وعلى الرغم من أن اللجنة الدائمة تتمتع ببعض الصلاحيات منذ عام 1955، إلا أن صلاحياتها التشريعية كانت منصوص عليها في البداية في دستور عام 1982. يقع المجلس الوطني لنواب الشعب الصيني على أعلى مستوى في التسلسل الهرمي للهيكل الحكومي في جمهورية الصين الشعبية. ويتبع هذا المستوى الوطني بترتيب تنازلي مستوى المقاطعات (بما في ذلك مناطق الحكم الذاتي والبلديات التابعة مباشرة للمستوى الوطني)، ومستوى المحافظات، ومستوى المقاطعات، ومستوى البلدات والبلدات. ويتم انتخاب أعضاء الحكومة في المستويين الأدنى بشكل مباشر، ويتم انتخاب أعضاء الحكومة في المستويات الأعلى من قبل المستويات الأدنى. بالإضافة إلى المجلس الوطني لنواب الشعب الصيني، تمتلك المجالس الشعبية الإقليمية السلطة التشريعية ويمكنها تمرير القوانين طالما أنها ليست متعارضة مع الدستور أو التشريعات العليا أو اللوائح الإدارية..[بحاجة لمصدر]
ينص الدستور على سيادته الذاتية . هناك من يرى أن سيادة الحزب الشيوعي الصيني تعني أن الدستور والقانون ليسا فعليًا أعلى سلطة، ويُعزى هذا الرأي إلى النظرة الماركسية للقانون باعتباره مجرد بنية فوقية، إلى جانب غياب الاعتراف بمفهوم سيادة القانون في التقاليد الفلسفية أو التاريخية الصينية. وعلى الرغم من أن الدستور ينص على وجود سلطات تشريعية وتنفيذية وقضائية ورقابية، فإن جميع هذه السلطات تظل خاضعة لقيادة الحزب الشيوعي الصيني. وغالبًا ما تُتخذ القرارات السياسية المهمة عبر إجراءات لا ينظّمها الدستور. بالإضافة إلى ذلك، لا تُلزم المحاكم بالاستناد إلى الدستور عند إصدار الأحكام، كما أنها غير مخولة بمراجعة دستورية القوانين.
منذ عام 1979، عندما بدأت الجهود الرامية إلى إنشاء نظام قانوني فعال، تم إصدار أكثر من 300 قانون ولائحة، معظمها في المجال الاقتصادي. إن استخدام لجان الوساطة، وهي مجموعات مطلعة من المواطنين الذين يقومون بحل حوالي 90% من النزاعات المدنية في جمهورية الصين الشعبية وبعض القضايا الجنائية البسيطة دون أي تكلفة على الأطراف، هو أحد الأدوات المبتكرة. تعمل أكثر من 800000 لجنة من هذا القبيل – في كل من المناطق الريفية والحضرية.
عند صياغة القوانين الجديدة، لم تقم جمهورية الصين الشعبية بنسخ أي نظام قانوني آخر بالجملة، وكان النمط العام يتضمن إصدار قوانين لموضوع أو موقع محدد. في كثير من الأحيان تتم صياغة القوانين على أساس تجريبي، حيث تتم إعادة صياغة القانون بعد عدة سنوات. وقد أدت عملية إنشاء البنية التحتية القانونية بشكل مجزأ إلى العديد من المواقف التي تكون فيها القوانين مفقودة أو مربكة أو متناقضة، وأدت إلى قرارات قضائية ذات قيمة سابقة أكبر مما هي عليه في معظم الولايات القضائية التي تطبق القانون المدني. في صياغة القوانين، تأثرت جمهورية الصين الشعبية بعدد من المصادر، بما في ذلك وجهات النظر الصينية التقليدية تجاه دور القانون، والخلفية الاشتراكية لجمهورية الصين الشعبية، والقانون الألماني لجمهورية الصين في تايوان، والقانون العام الإنجليزي المستخدم في هونغ كونغ.
أصبح الإصلاح القانوني أولوية حكومية في تسعينيات القرن العشرين. لقد روجت الحكومة الصينية لإصلاح يطلق عليه في كثير من الأحيان اسم "الشرعية" (法制化). وقد زود التقنين، من بين أمور أخرى، النظام بلمعان من الشرعية وعزز القدرة على التنبؤ.بُذلت جهود كبيرة في ترشيد وتعزيز الهيكل القانوني وبناء المؤسسات من حيث تطوير وتحسين الكفاءة المهنية للسلطة التشريعية والقضائية ومهنة المحاماة. ومع تعمق إصلاحات السوق واتساع فجوة التفاوت الاجتماعي، أصبحت المنتديات القانونية –التي تتراوح بين لجان الوساطة والتحكيم والمحاكم – تلعب دوراً بارزاً على نحو متزايد.
يسمح قانون الإجراءات الإدارية لعام 1994 للمواطنين بمقاضاة المسؤولين بتهمة إساءة استخدام السلطة أو ارتكاب مخالفات. علاوة على ذلك، تم تعديل القانون الجنائي وقوانين الإجراءات الجنائية لإدخال إصلاحات كبيرة. وألغت تعديلات القانون الجنائي جريمة النشاط "المضاد للثورة". ومع ذلك، يتم اتهام المنشقين السياسيين في بعض الأحيان على أساس تخريب أمن الدولة أو نشر أسرار الدولة. كما شجعت إصلاحات الإجراءات الجنائية على إنشاء عملية محاكمة أكثر شفافية وعدائية. وفي بعض الأحيان يتم التعامل مع الجرائم البسيطة مثل الدعارة وتعاطي المخدرات في إطار إعادة التأهيل من خلال قوانين العمل. ينص دستور جمهورية الصين الشعبية وقوانينها على حقوق الإنسان الأساسية، بما في ذلك الإجراءات القانونية الواجبة، لكن البعض يزعم أن هذه الحقوق غالباً ما يتم تجاهلها في الممارسة العملية. (انظر حقوق الإنسان في جمهورية الصين الشعبية.)
نتيجة للحرب التجارية مع الولايات المتحدة الأمريكية بسبب انتهاكات حقوق الملكية الفكرية للشركات الأمريكية في أوائل التسعينيات، تم تعديل قانون العلامات التجارية لجمهورية الصين الشعبية، واعتبارًا من عام 1995 يوفر حماية كبيرة لأصحاب العلامات التجارية الأجانب.
بعد نقل السيادة بينهما، تواصل هونج كونج وماكاو ممارسة القانون العام الإنجليزي والنظام القانوني البرتغالي على التوالي، مع وجود محاكم الاستئناف النهائي الخاصة بهما. تقع هونغ كونغ وماكاو خارج نطاق الولاية القانونية لجمهورية الصين الشعبية، باستثناء القضايا الدستورية.
ونتيجة للتطور المتزايد للقوانين الصينية، وتوسع سيادة القانون، فضلاً عن تدفق شركات المحاماة الأجنبية، بدأت الصين أيضاً في تطوير سوق الخدمات القانونية. وقد رافق المحامون الأجانب رأس المال الأجنبي وعملائهم إلى الصين، الأمر الذي كان له تأثير هائل على إصدار قوانين صينية جديدة تستند إلى المعايير الدولية، وخاصة فيما يتعلق بالملكية الفكرية وقانون الشركات والأوراق المالية.
في 1 يوليو 1992، وضمن جهودها لتلبية الطلب المتزايد، فتحت الحكومة الصينية سوق الخدمات القانونية أمام مكاتب المحاماة الأجنبية، مما أتاح لها إنشاء مكاتب داخل الصين، وذلك عندما أصدرت وزارة العدل وإدارة الدولة للصناعة والتجارة (SAOIC) لائحة مؤقتة بشأن تأسيس مكاتب لمكاتب المحاماة الأجنبية. ونتيجة لذلك، أنشأت العديد من مكاتب المحاماة الأجنبية شركات استشارية في بلدانها الأصلية أو في هونغ كونغ، ثم أسست فروعًا لها في بكين أو شنغهاي لتقديم الخدمات القانونية.
ومع ذلك، لا تزال هناك العديد من الحواجز التنظيمية أمام الدخول لحماية الصناعة القانونية المحلية. ويجب إحالة القضايا المتعلقة بالقانون الصيني إلى مكاتب المحاماة الصينية، كما يُحظر على المحامين الأجانب تفسير أو ممارسة القانون الصيني أو تمثيل موكليهم في المحكمة. ومع ذلك، في الواقع، تقوم العديد من شركات المحاماة الأجنبية بتفسير القوانين وإدارة الدعاوى القضائية من خلال توجيه الشركات المحلية التي يجب أن تكون لها علاقات تعاونية معها. وفي هذا الصدد، يمكن ربط السوق القانونية التقييدية في الصين بشكل مباشر إلى رهاب الناس من تأكيد حقوقهم القانونية في مواجهة الفساد المستشري. المعلومات الواردة يقترح المكتب التشريعي لمجلس الدولة أن الصين قد تسمح للأجانب بإجراء امتحان المحامين الصينيين، أو أن يكون لديها معاهدة اعتراف متبادل مع دول أخرى للسماح للمحامين الأجانب بإجراء أعمال قانونية صينية غير قضائية.
منذ أوائل العقد الأول من القرن الحادي والعشرين، أصبح من الممكن رفع دعاوى قضائية بيئية في الصين.: 15 وتسمح التعديلات التي أُدخلت عام 2014 على قانون حماية البيئة الصيني برفع دعاوى بيئية ذات مصلحة عامة، بما في ذلك من قبل منظمات غير حكومية بصفتها أطرافًا مقبولة في التقاضي..: 227 
وفي سنة 2005، بدأت الصين في تنفيذ الإصلاح القانوني، الذي أعاد إحياء مُثُل الحقبة الماوية التي تم تبنيها خلال الخمسينيات بسبب الموقف القائل بأن القانون بارد ولا يستجيب لاحتياجات مواطنيه. فضلت هذه المبادرة الوساطة على المحاكمات عندما يتعلق الأمر بحل النزاعات بين المواطنين والنزاعات بين المواطنين والدولة. كما أحيت الشعبوية القضائية على حساب الاحتراف القضائي، وتميزت بعودة نموذج المحاكمة الجماعية المستخدم خلال أربعينيات القرن العشرين.
كان أول قانون شامل لمكافحة الاحتكار في الصين هو قانون مكافحة الاحتكار الذي وقع اصداره في عام 2007 وأصبح ساري المفعول في سنة 2008.: 89 
في عام 2009، قامت الصين بتعديل قانونها الجنائي لتقوم بتحديد عتبة منخفضة لمقاضاة الجرائم الإلكترونية الخبيثة ومبيعات البيانات غير القانونية.: 131 
شي جينبينغ يشجع المهنيين القانونيين على دمج عناصر من الممارسات القانونية التقليدية بشكل انتقائي في الأساليب الحديثة.: 36 
تتمثل القوانين الأساسية التي تنظم أمن البيانات الشخصية والخصوصية في: قانون الأمن السيبراني الصادر عام 2017، وقانون أمن البيانات لعام 2021، وقانون حماية المعلومات الشخصية لعام 2021.: 131–132 

## الحقوق القانونية
تم إدخال المفهوم الحديث للحقوق القانونية إلى الصين من الغرب في القرن التاسع عشر. وقد صاغ ويليام ألكسندر بارسونز مارتن مصطلح "quánlì (权利)" كمقابل لهذا المفهوم عام 1864، وذلك في ترجمته لكتاب "عناصر القانون الدولي" لهنري ويتون.

## سيادة القانون
إحدى العبارات الأكثر شيوعًا في الصين المعاصرة، سواء بين الباحثين القانونيين أو السياسيين، هي "فǎzhì" (法治). تُترجم هذه العبارة إلى الإنجليزية بـ"سيادة القانون" (rule of law)، إلا أن تساؤلات كثيرة طُرحت حول ما إذا كان القادة الصينيون يقصدون في الواقع "الحكم بالقانون" (rule by law)، أي الاستخدام الأداتي للقوانين من قبل الحكّام لتسهيل السيطرة الاجتماعية وفرض العقوبات، وفقًا للفهم السائد في التقليد القانوني الشرعي (الشرعية القانونية).
سعت الإصلاحات القانونية في أواخر عهد أسرة تشينغ إلى تطبيق مبادئ قانونية غربية، مثل سيادة القانون واستقلال القضاء، لكنها لم تنجح في ذلك..: 122-123 وقد تراجع استقلال القضاء بشكل أكبر في عهد شيانغ كاي شيك، وذلك بسبب سياسة الحزب الواحد التي انتهجها حزب الكومينتانغ (KMT)، والمعروفة باسم "تَحْزِيب القضاء" (danghua)، حيث كان يُشترط على القضاة الإداريين أن يمتلكوا "فهمًا عميقًا" لمبادئ الكومينتانغ.: 123 
بعد انطلاق سياسة الإصلاح والانفتاح في الصين، بدأ الحزب الشيوعي الصيني يركز على سيادة القانون كإستراتيجية وأداة أساسية لإدارة الدولة..: 110وأصبحت مفاهيم مثل "yīfǎ zhìguó" (依法治国) أي "حكم الدولة وفقًا للقانون"، و**"jiànshè shèhuì zhǔyì fǎzhì guójiā" (建设社会主义法治国家)** أي "بناء دولة اشتراكية يسودها القانون"، جزءًا من السياسات الرسمية للحزب منذ منتصف التسعينيات..: 110 وقد دعا جيانغ زيمين إلى ترسيخ سيادة القانون الاشتراكية خلال المؤتمر الخامس عشر للحزب في عام 1997. وفي عام 1999، تبنى المؤتمر الشعبي الوطني تعديلًا دستوريًا أُدرج بموجبه مبدأ "حكم الدولة وفقًا للقانون" و"بناء دولة اشتراكية يسودها القانون" في المادة الخامسة من الدستور.وفي عام 2014، اعتمد الحزب الشيوعي الصيني رسميًا سياسة بناء "سيادة قانون اشتراكية ذات خصائص صينية".
لقد أثارت مسألة وجود سيادة القانون في الصين جدلاً واسعًا. وعند الحديث عن القانون الصيني، من المهم الإشارة إلى أن العديد من المصطلحات قد استُخدمت، مثل: "تعزيز القانون"، "تشديد النظام القانوني"، "الامتثال للقانون في الإدارة"، "الحكم بالقانون"، و"سيادة القانون".وقد أُلحقت معانٍ مختلفة بكل من هذه التعبيرات، لكن المسؤولين والعلماء الصينيين غالبًا ما استخدموها بشكل مرن وأحيانًا بشكل تبادلي دون تمييز دقيق بينها. مع ذلك، فضّلت الحكومة المركزية في البداية استخدام تعبير "تعزيز القانون / النظام القانوني" بدلاً من "سيادة القانون"، وذلك لأن التعبير الأخير كان يُعتبر ذا دلالة مثيرة للجدل من حيث استخدام القانون كأداة (أي الحكم بالقانون)، في حين أن التعبير الأول ينقل معنى واضحًا يتعلق بتعزيز التشريعات والمؤسسات القانونية. وكان المقصود من "تعزيز القانون" هو إصلاح التشريعات وتطبيق القوانين بفعالية.
على الرغم من الدور المتزايد الذي أصبحت تلعبه المحاكم في المجتمع الصيني، لا يزال هناك إجماع إلى حدٍّ ما على وجود نقائص في النظام القانوني تعيق التقدم نحو تحقيق سيادة القانون. ويشير العلماء إلى عدد من هذه النقائص التي تُبطئ هذه المسيرة، ومن أبرزها:
- أولاً، إن المؤتمر الشعبي الوطني غير فعال في تنفيذ واجبه الدستوري في التشريع والإشراف على الحكومة.
- ثانياً، لا يتم التعامل مع الدستور الصيني باعتباره القانون الأعلى، ولا يتم تنفيذه.
- ثالثا، السلطة القضائية ليست مستقلة عن الضغوط السياسية. ومن ناحية أخرى، تراجع التدخل المباشر للحزب الشيوعي الصيني في حالات معينة في السنوات الأخيرة، كما تراجع التأثير المباشر للحزب على العملية التشريعية.
- رابعا، هناك مستوى مرتفع من الفساد بين الموظفين العموميين. إن المحسوبية الشخصية والرشوة والاستيلاء على الأموال العامة أمر شائع للغاية على كافة مستويات الحكومة.
- وأخيرا، فإن مهنة المحاماة غير كافية بسبب نقص المحامين والقضاة المؤهلين. ويتم علاج هذا الفشل من خلال التشريعات التي تهدف إلى إرساء معايير تعليمية أعلى للقضاة، وفتح المزيد من المحاكم ومدارس الحقوق في جميع أنحاء الصين.

يُطلب من المحامين في الصين أن يؤدوا قسم الولاء للحزب الشيوعي الصيني. وقد يُسحب ترخيص مزاولة المهنة من المحامين الذين يرفضون الالتزام بخط الحزب أو يعارضون توجهاته.
يعارض شي جينبينغ المفاهيم الغربية لسيادة القانون، مثل اشتراط استقلال القضاء.: 113 ويؤكد أن هناك جانبين أساسيين في مفهوم سيادة القانون الاشتراكية: (1) أن الهيئات السياسية والقانونية (بما في ذلك المحاكم والشرطة والنيابة العامة) يجب أن تؤمن بالقانون وتلتزم به، و(2) أن جميع المسؤولين في المجالين السياسي والقانوني يجب أن يتبعوا الحزب الشيوعي الصيني.: 115 تميل وجهة نظر شي بشأن سيادة القانون إلى مساواة سيادة القانون بتطوير التشريع.: 112–113 في كتاباته عن سيادة القانون الاشتراكية، أكد شي على المفاهيم الصينية التقليدية بما في ذلك الشعب باعتباره جذر الدولة ( مينغ بن )، و"مبدأ عدم رفع الدعاوى القضائية" ( تيانشيا ووسونغ )، و"احترام الطقوس والتشديد على القانون" ( لونغلي تشونغفا )، و"الفضيلة أولاً، والعقوبة ثانياً" ( ديزهو شينغفو )، و"تعزيز الفضيلة والحكمة في العقاب" ( مينغدي شينفا ).: 110–111 
يصف شي جينبينغ قيادة الحزب الشيوعي الصيني بأنها أساسية في ترسيخ سيادة القانون الاشتراكية.: 114 ومن وجهة نظره، فإن:، "الحزب يقود الشعب إلى سن القوانين وتنفيذها" ويجب عليه "أن يقود التشريع، ويضمن تنفيذ القانون، ويصبح قدوة في الالتزام بالقانون".: 200 
وفقًا للأكاديمية كيو جين (Keyu Jin)، فإن النسخة المعدّلة من قانون الإجراءات الإدارية، التي تم تقنينها في عام 2021، تُعد محطة بارزة في مسار ترسيخ سيادة القانون في الصين.: 303 